# Spondylosium maniliforme
Spondylosium maniliforme là một loài Song tinh tảo trong họ Desmidiaceae, thuộc chi Spondylosium.